# Parabacteroides goldsteinii
Espèce
Parabacteroides goldsteinii est une bactérie à Gram négatif du genre Parabacteroides et fait partie de l'ordre des Bacteroidales et de l'embranchement des Bacteroidota.

## Historique
L'espèce Parabacteroides goldsteinii a été décrite en septembre 2005 sous le nom de Bacteroides goldsteinii. Cette espèce a été reclassée peu après sa description dans un nouveau genre et renommée comme Parabacteroides goldsteinii à la suite de l'analyse de sa séquence de l'ARNr 16S.

## Taxonomie

### Étymologie
L'étymologie de l'espèce Parabacteroides goldsteinii est la suivante : gold.stein’i.i N.L. gen. masc. n. goldsteinii, de Ellie J. C. Goldstein, nommée ainsi en hommage au bactériologiste clinicien des maladies infectieuses Ellie C. Goldstein qui a énormément travaillé sur les bactéries anaérobies,,,.

### Classification Phylogénique
Décrite comme une Bacteroides en 2005, l'espèce nommée alors Bacteroides goldsteinii a toutefois une similarité de séquence de l'ARNr 16S de plus de 92,3 % avec Bacteroides distasonis et B. merdae  formant un clade monophylétique proche de Tannerella forsythensis. La comparaison nucléotidique montre une similarité moins importante avec les genres Bacteroides, Dysgonomonas, Paludibacter et Porphyromonas. Le clade monophylétique comprenant les trois espèces de Parabacteroides est phylogénétiquement relié aux Tannerella puis aux Porphyromonas et est inclus dans la famille des Tannerellaceae, l'ordre des Bacteroidales, la classe des Bacteroidia et dans le phylum Bacteroidota.

## Description
Parabacteroides goldsteinii est une bactérie  à Gram négatif en forme de bacille et anaérobie strict. La taille de ces bactéries comprend les données suivantes : largeur entre 0,9 µm et 1,5 µm et une longueur de 1,2 µm à 10 µm. Sur milieux de culture Brucella sang, les colonies sont grises, circulaires et convexes avec un diamètre de 1 à 2 mm au bout de 48h. Cette espèce est négative pour les tests uréase.

## Habitat
Parabacteroides goldsteinii a été isolée de fluides abdominaux ainsi que dans plusieurs échantillons cliniques (fluide péritonéal et abscès intra-abdominal). Son habitat principal serait les intestins